# 南小樽駅
南小樽駅（みなみおたるえき）は、北海道小樽市住吉町にある、北海道旅客鉄道（JR北海道）函館本線の駅である。駅番号はS14。電報略号はタル。事務管理コードは▲130116。
快速「エアポート」「ニセコライナー」の停車駅であり、「南樽」（なんたる）の愛称で親しまれ、駅構内のサクラは小樽市の桜の名所の1つになっている。

## 歴史
- 1880年（明治13年）

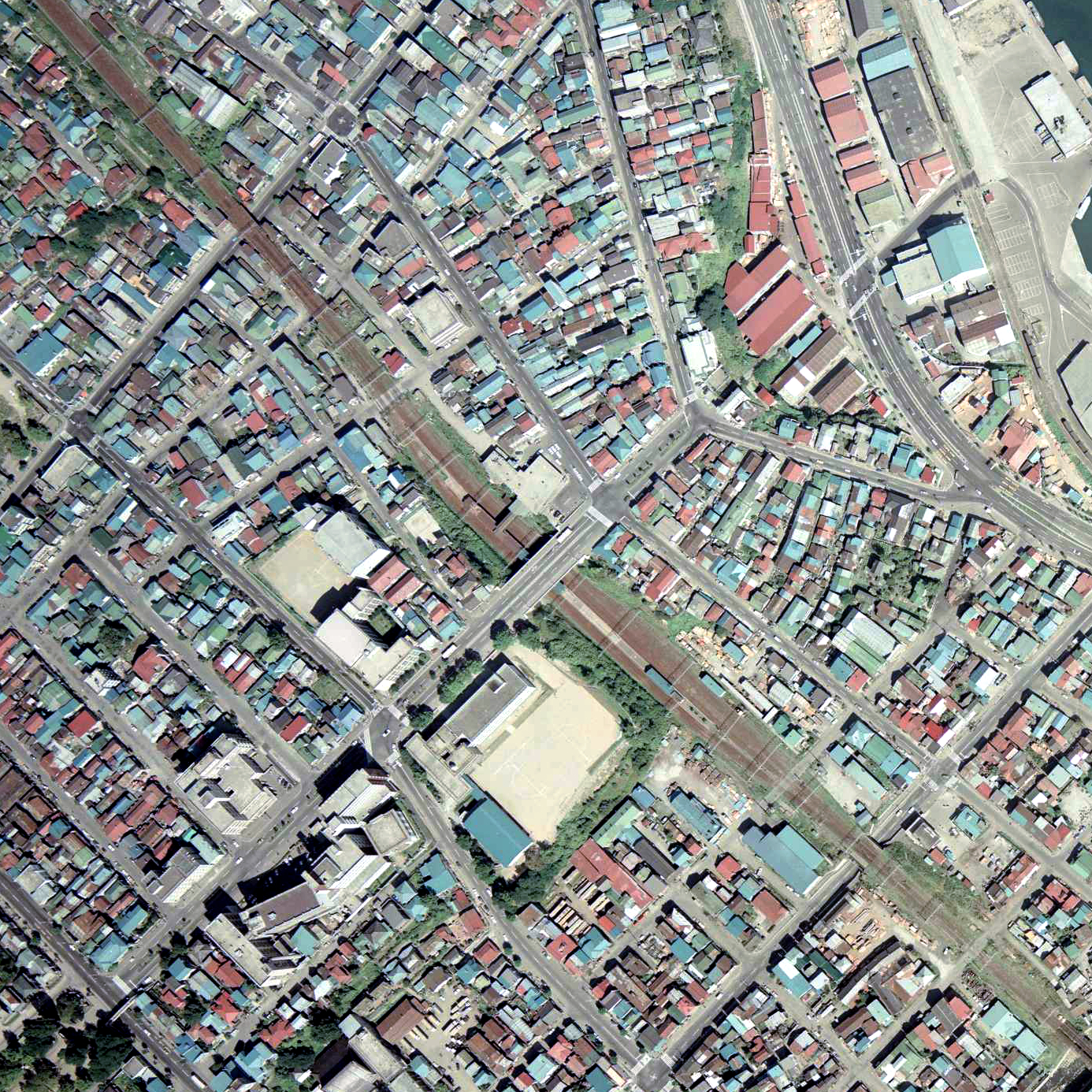
1976年（昭和51年）の南小樽駅、周囲約750 m範囲。左上が小樽方面及び手宮線手宮方面。右上には港湾埋立地に沿って浜小樽へ貨物支線が走る。

  - 11月11日：官営幌内鉄道の手宮駅 - 当駅間開通に伴い、仮開業。一般駅。
  - 11月18日：官営幌内鉄道当駅 - 軽川駅（現在の手稲駅）間試験開業。
  - 11月28日：官営幌内鉄道手宮駅 - 札幌駅間の仮開業に伴い、開運町駅（かいうんちょうえき）として正式開業[1][4]。
- 1881年（明治14年）
  - 5月：開運町駅が小樽大火によって焼失。第2住吉隧道を挟んだ反対側（手宮方）、入舟町陸橋（当時）手前の住吉町に移転。
  - 5月22日：住吉駅（すみよしえき）に改称[1]。
- 1888年（明治21年）4月：官営幌内鉄道が北有社に運輸業務譲渡[1]。
- 1889年（明治22年）12月11日：北有社の事業譲渡に伴い、北海道炭礦鉄道に移管[1]。
- 1891年（明治24年）：現在の駅構内に相当する第2住吉隧道が切通しとなる[6]。
- 1898年（明治31年）度下期（当年9月1日以降翌年3月末までの間）：駅舎増築及び模様替え[注釈 2]。
- 1900年（明治33年）6月11日：小樽駅と改称[7]。
- 1905年（明治38年）8月1日：北海道鉄道高島駅（現在の小樽駅） - 当駅間開業[1][4]。
- 1906年（明治39年）10月1日：北海道炭礦鉄道の鉄道路線が国有化され、官設鉄道に移管[1][4]。
- 1907年（明治40年）7月1日：北海道鉄道が国有化され、帝国鉄道庁に移管。手宮駅 - 当駅間旅客営業休止。
- 1909年（明治42年）10月12日：国有鉄道線路名称制定に伴い、当駅を含む函館駅 - 旭川駅間が函館本線、当駅 - 手宮駅間が手宮線となる。
- 1910年（明治43年）
  - 月日不明：手宮線が全線複線化。
  - 5月1日：函館本線の当駅 - 朝里駅間複線化。
- 1912年（大正元年）8月11日：手宮線全線の旅客営業再開。
- 1920年（大正9年）6月15日：中央小樽駅（旧高島駅）が小樽駅に改称されるのに伴い、南小樽駅と改称[注釈 3][1][4]。
- 1943年（昭和18年）
  - 10月1日：手宮線全線の旅客営業休止。
  - 11月20日：手宮線が全線単線化[10]。
- 1948年（昭和23年）11月10日：手宮線全線の旅客営業再開。
- 1949年（昭和24年）6月1日：日本国有鉄道法施行に伴い、日本国有鉄道（国鉄）に継承[4]。
- 1954年（昭和29年）月日不明：跨線橋を架け替え[新聞 2]。
- 1958年（昭和33年）4月15日：現駅舎となる[4]。
- 1962年（昭和37年）5月14日：手宮線全線の旅客営業廃止。
- 1965年（昭和40年）
  - 8月29日：函館本線の小樽駅 - 当駅間が複線高架化供用開始[11]。
  - 10月1日：貨物取扱い廃止[4]。
- 1966年（昭和41年）10月1日：手小荷物輸送（チッキ）を自動車代行便に切り替え[4]。
- 1968年（昭和43年）8月28日：小樽駅 - 滝川駅間が電化（交流20,000V・50Hz）[4]。
- 1982年（昭和57年）3月1日：荷物取扱い廃止[12]。
- 1985年（昭和60年）11月5日：手宮線廃止[4]。
- 1987年（昭和62年）4月1日：国鉄分割民営化に伴い、北海道旅客鉄道（JR北海道）に継承[4]。
- 1988年（昭和63年）1月14日：コンビニエンスストア「ジャストロール」（後のサンクス、現在はセブン-イレブン）開店[13]。
- 1999年（平成11年）1月28日：簡易自動改札機導入[4]。
- 2001年（平成13年）4月1日：駅業務を「日交観北海道」（現在の北海道ジェイ・アール・サービスネット）に委託[新聞 1][4]。
- 2004年（平成16年）12月：駅ホーム嵩上げ・駅ホーム上屋増設工事[4]。
- 2007年（平成19年）10月1日：駅ナンバリング実施[JR北 1]。
- 2008年（平成20年）10月25日：ICカードKitaca使用開始[JR北 2]。
- 2017年（平成29年）2月5日：簡易自動改札機を更新し、自動改札機を設置。
- 2019年（令和元年）9月28日：バリアフリー化工事に伴い、列車の停車位置を変更。
- 2021年（令和3年）3月：バリアフリー化に伴い、跨線橋を架け替え[新聞 2]。
- 2022年（令和4年）9月17日：改札内エレベーターが供用開始し、バリアフリー化工事が完了[JR北 3][新聞 3]。
- 2024年（令和6年）度：話せる券売機を設置（予定）[JR北 4]。

## 駅構造
島式ホーム1面2線を有する地上駅。掘割の下を線路が走っているためホームだけが低くなっており、駅舎・ホーム間の移動は跨線橋で行なう。ホーム上には量徳橋（市道住吉線）が架かっている。駅舎・ホームの間に旧手宮線の名残を見ることができる。
小樽駅管理の業務委託駅（北海道ジェイ・アール・サービスネット受託）である。みどりの窓口・自動券売機・自動改札機・セブン-イレブン（北海道キヨスク運営）設置。
2022年9月17日には、新たに改札内にエレベーターが供用開始された（これに合わせ階段の旧跨線橋が撤去され新たな通路と階段が設置された）。

### のりば
駅舎側より記載。
| 番線 | 路線      | 方向 | 行先                         |
| ---- | --------- | ---- | ---------------------------- |
| 2    | ■函館本線 | 下り | 札幌・岩見沢・新千歳空港方面 |
| 1    | ■函館本線 | 上り | 小樽・倶知安方面             |

（出典：JR北海道：駅の情報検索）

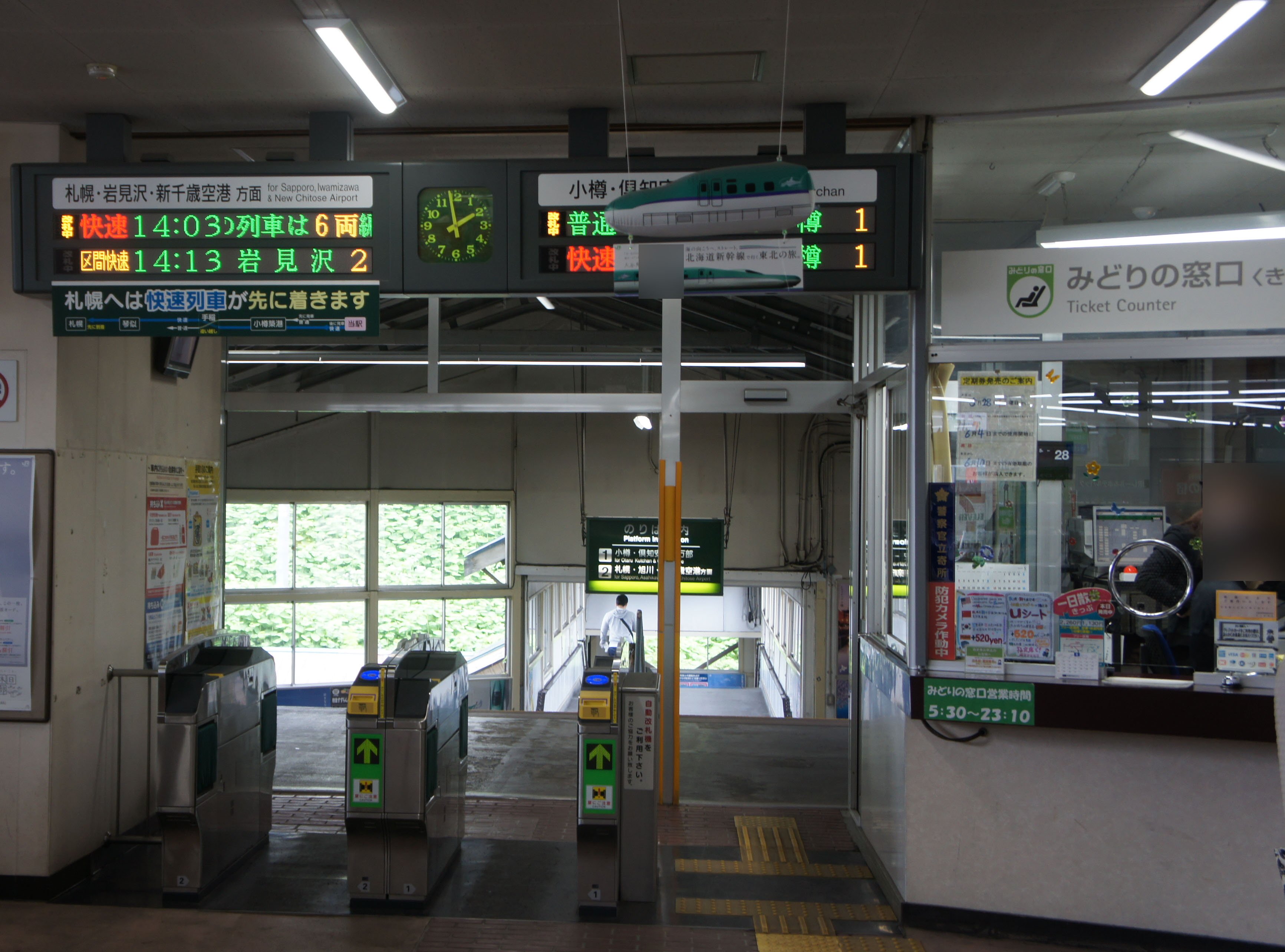
改札口（2017年5月）
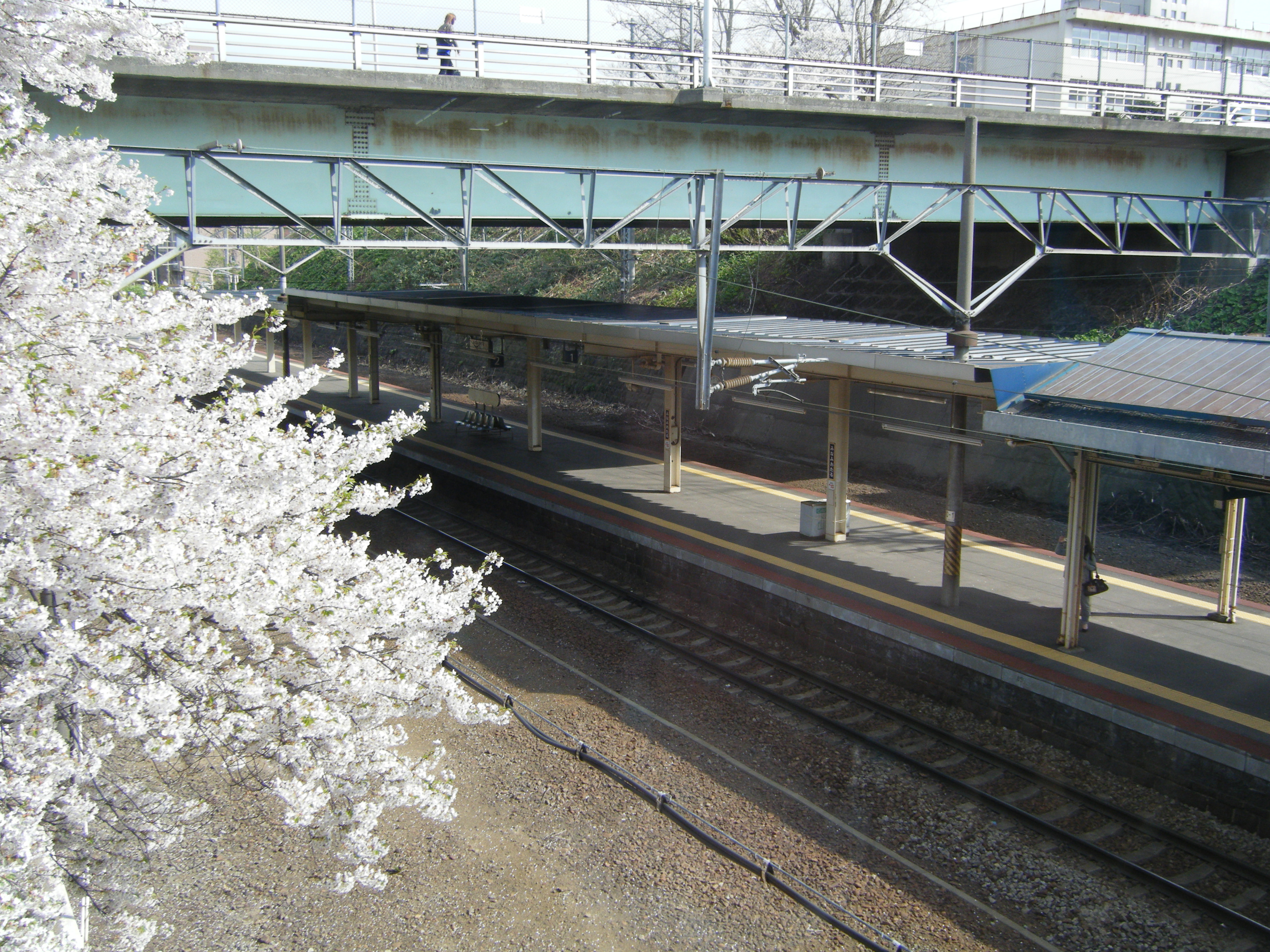
量徳橋と駅ホーム（2010年5月）
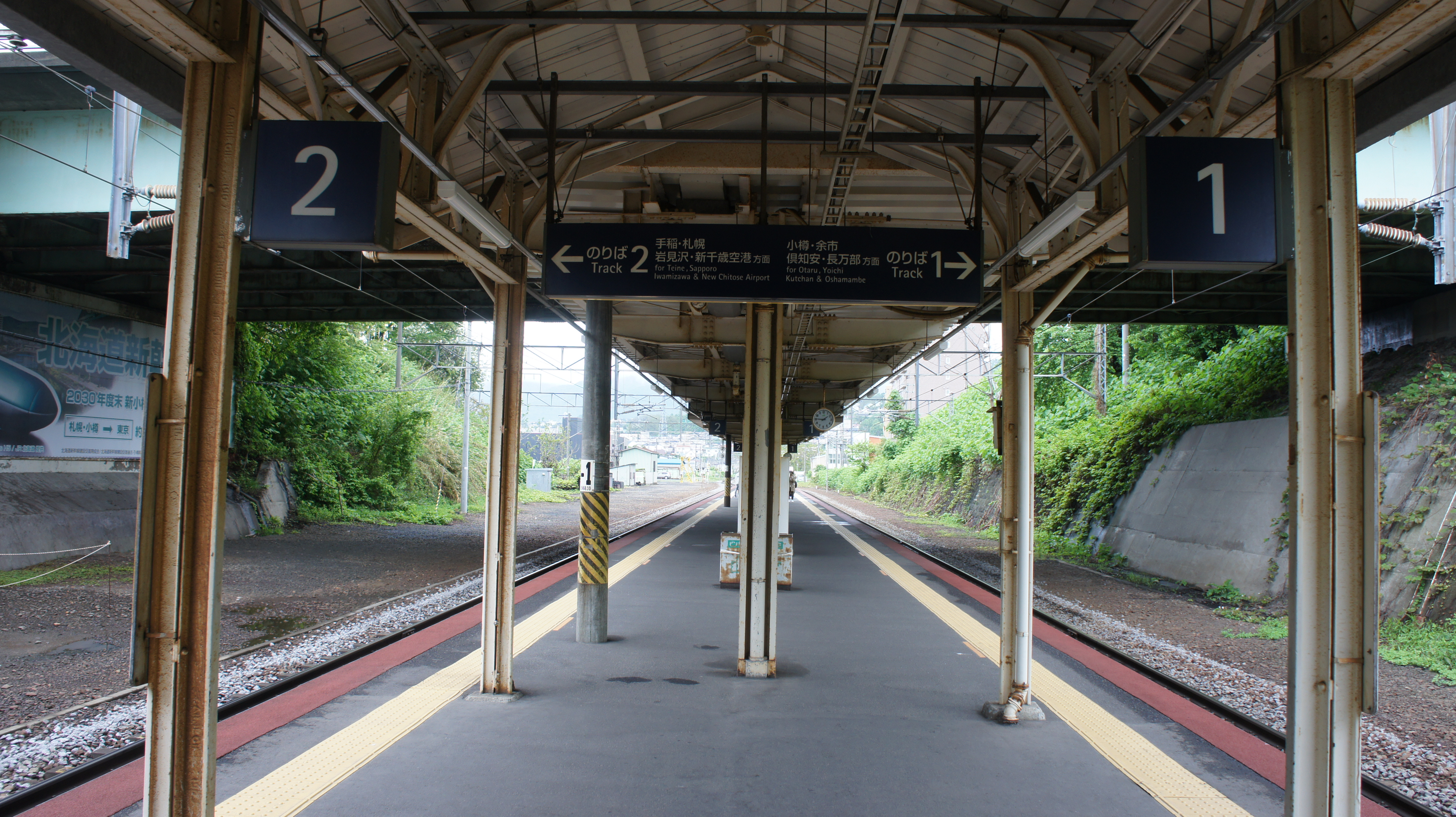
駅ホーム（2017年5月）
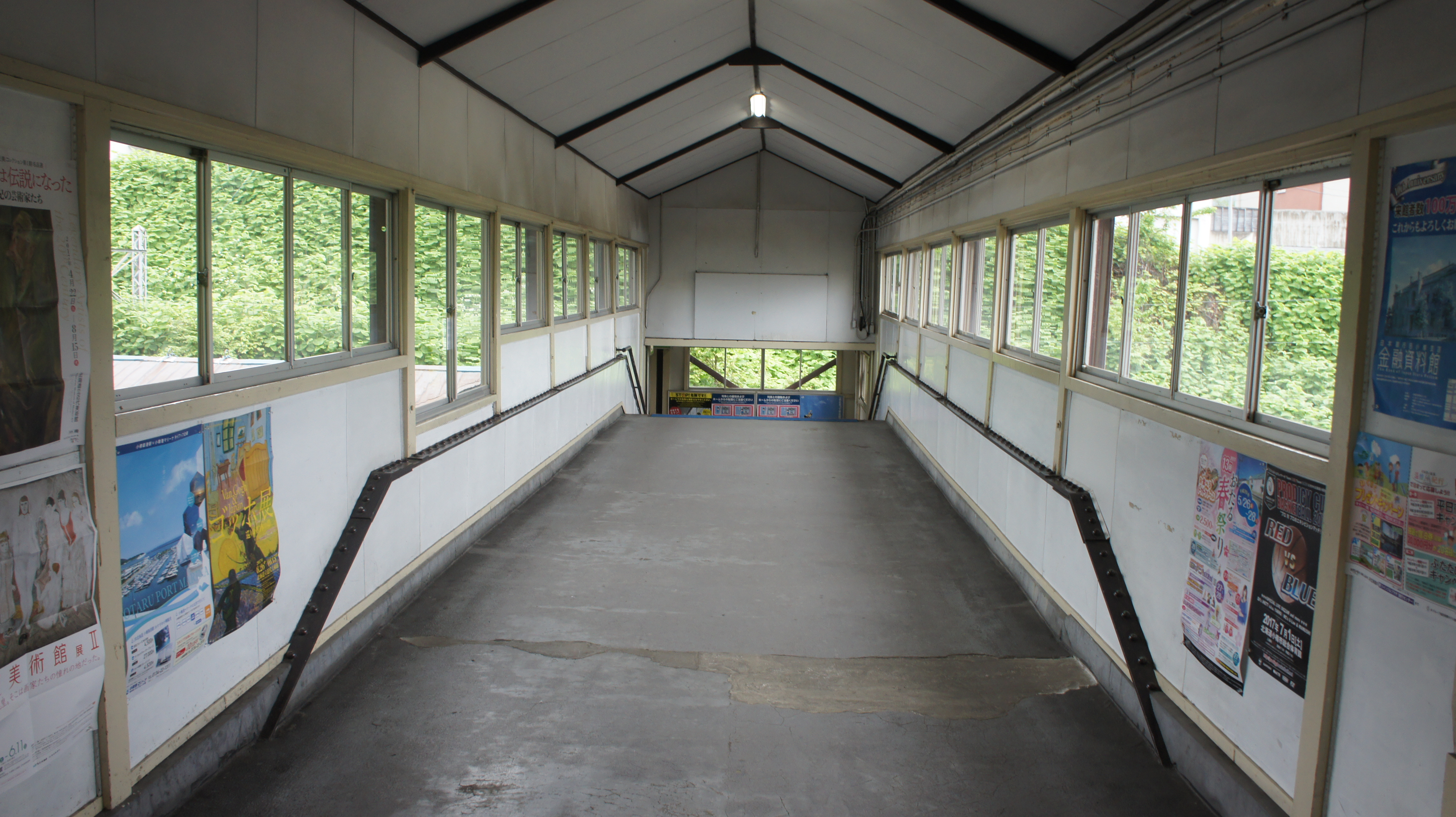
跨線橋（2017年5月）
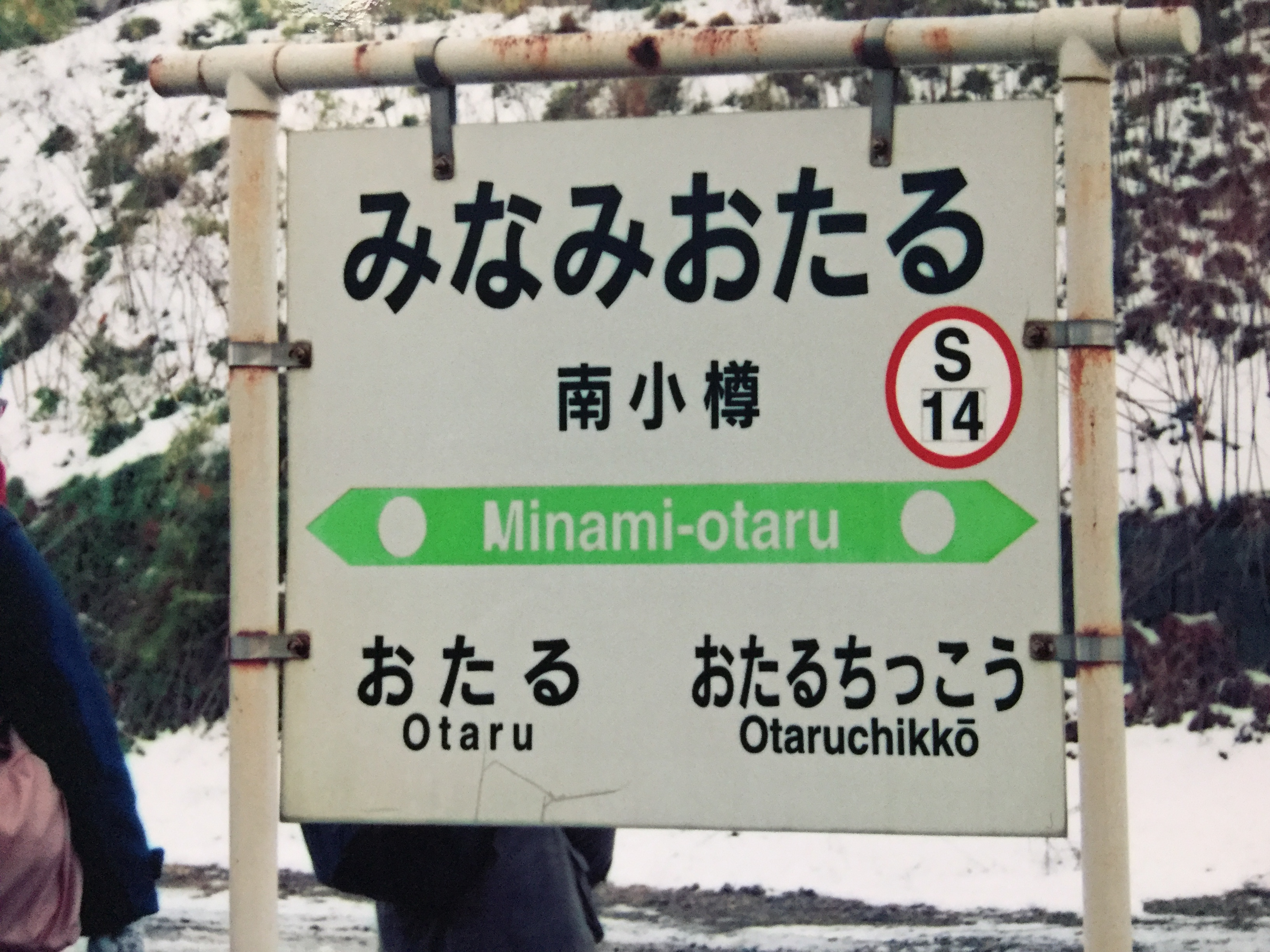
駅名標

## 利用状況
乗車人員の推移は以下の通り。年間の値のみ判明している年度は日数割で算出した参考値を括弧書きで示す。出典が「乗降人員」となっているものについては1/2とした値を括弧書きで乗車人員の欄に示し、備考欄で元の値を示す。
また、「JR調査」については、当該の年度を最終年とする過去5年間の各調査日における平均である。
| 年度               | 乗車人員（人） | 乗車人員（人） | 乗車人員（人） | 出典              | 備考                                 |
| 年度               | 年間           | 1日平均        | JR調査         | 出典              | 備考                                 |
| ------------------ | -------------- | -------------- | -------------- | ----------------- | ------------------------------------ |
| 1920年（大正09年） | 411,154        | (1126.4)       |                | [ 15 ]            |                                      |
| 1921年（大正10年） | 374,330        | (1025.6)       |                | [ 15 ]            |                                      |
| 1922年（大正11年） | 383,397        | (1050.4)       |                | [ 15 ]            |                                      |
| 1923年（大正12年） | 415,230        | (1134.5)       |                | [ 15 ]            |                                      |
| 1924年（大正13年） | 455,820        | (1248.8)       |                | [ 15 ]            |                                      |
| 1925年（大正14年） | 488,454        | (1338.2)       |                | [ 15 ]            |                                      |
| 1926年（昭和1年）  | 524,587        | (1437.2)       |                | [ 15 ]            |                                      |
| 1927年（昭和2年）  | 537,558        | (1468.7)       |                | [ 15 ]            |                                      |
| 1928年（昭和3年）  | 561,679        | (1538.8)       |                | [ 15 ]            |                                      |
| 1929年（昭和4年）  | 572,967        | (1569.8)       |                | [ 15 ]            |                                      |
| 1930年（昭和5年）  | 499,488        | (1368.5)       |                | [ 15 ]            |                                      |
| 1931年（昭和6年）  | 517,918        | (1415.1)       |                | [ 15 ]            |                                      |
| 1932年（昭和7年）  | 477,453        | (1308.1)       |                | [ 15 ]            |                                      |
| 1934年（昭和9年）  | 753,809        | (2065.2)       |                | [ 15 ]            |                                      |
| 1935年（昭和10年） | 501,598        | (1370.5)       |                | [ 15 ]            |                                      |
| 1936年（昭和11年） | 523,916        | (1435.4)       |                | [ 15 ]            |                                      |
| 1937年（昭和12年） | 555,818        | (1522.8)       |                | [ 15 ]            |                                      |
| 1948年（昭和23年） | 871,335        | (2387.2)       |                | [ 15 ]            |                                      |
| 1949年（昭和24年） | 976,532        | (2675.4)       |                | [ 15 ]            |                                      |
| 1950年（昭和25年） | 953,802        | (2613.2)       |                | [ 15 ]            |                                      |
| 1951年（昭和26年） | 1,060,381      | (2897.2)       |                | [ 15 ]            |                                      |
| 1952年（昭和27年） | 1,160,749      | (3180.1)       |                | [ 15 ]            |                                      |
| 1953年（昭和28年） | 1,004,599      | (2752.3)       |                | [ 15 ]            |                                      |
| 1954年（昭和29年） | 822,642        | (2253.8)       |                | [ 15 ]            |                                      |
| 1955年（昭和30年） | 786,058        | (2147.7)       |                | [ 15 ]            |                                      |
| 1956年（昭和31年） | 830,919        | (2276.5)       |                | [ 15 ]            |                                      |
| 1957年（昭和32年） | 858,675        | (2352.5)       |                | [ 15 ]            |                                      |
| 1958年（昭和33年） | 917,756        | (2514.4)       |                | [ 15 ]            |                                      |
| 1959年（昭和34年） | 951,000        | (2598.4)       |                | [ 16 ] [ 注釈 4 ] | 以下、年間値は千人単位のものを人換算 |
| 1960年（昭和35年） | 1,037,000      | (2841.1)       |                | [ 16 ] [ 注釈 4 ] |                                      |
| 1961年（昭和36年） | 1,019,000      | (2791.8)       |                | [ 16 ] [ 注釈 4 ] |                                      |
| 1962年（昭和37年） | 969,000        | (2654.8)       |                | [ 16 ] [ 注釈 4 ] |                                      |
| 1963年（昭和38年） | 1,047,000      | (2860.7)       |                | [ 16 ] [ 注釈 4 ] |                                      |
| 1964年（昭和39年） | 1,110,000      | (3041.1)       |                | [ 16 ] [ 注釈 4 ] |                                      |
| 1965年（昭和40年） | 1,095,000      | (3000.0)       |                | [ 16 ] [ 注釈 4 ] |                                      |
| 1966年（昭和41年） | 1,072,000      | (2937.0)       |                | [ 16 ] [ 注釈 4 ] |                                      |
| 1967年（昭和42年） | 969,000        | (2647.5)       |                | [ 16 ] [ 注釈 4 ] |                                      |
| 1968年（昭和43年） | 959,000        | (2627.4)       |                | [ 16 ] [ 注釈 4 ] |                                      |
| 1969年（昭和44年） | 860,000        | (2356.2)       |                | [ 16 ] [ 注釈 4 ] |                                      |
| 1970年（昭和45年） | 817,000        | (2238.4)       |                | [ 16 ] [ 注釈 4 ] |                                      |
| 1971年（昭和46年） | 779,000        | (2128.4)       |                | [ 16 ] [ 注釈 4 ] |                                      |
| 1972年（昭和47年） | 723,000        | (1980.8)       |                | [ 16 ] [ 注釈 4 ] |                                      |
| 1973年（昭和48年） | 660,000        | (1808.2)       |                | [ 16 ] [ 注釈 4 ] |                                      |
| 1974年（昭和49年） | 688,000        | (1884.9)       |                | [ 16 ] [ 注釈 4 ] |                                      |
| 1975年（昭和50年） | 705,000        | (1926.2)       |                | [ 16 ] [ 注釈 4 ] |                                      |
| 1976年（昭和51年） | 766,000        | (2098.6)       |                | [ 16 ] [ 注釈 4 ] |                                      |
| 1977年（昭和52年） | 733,000        | (2008.2)       |                | [ 16 ] [ 注釈 4 ] |                                      |
| 1978年（昭和53年） | 704,000        | 1,901.0        |                | [ 16 ] [ 17 ]     |                                      |
| 1979年（昭和54年） | 660,000        | (1803.3)       |                | [ 16 ]            |                                      |
| 1980年（昭和55年） | 616,000        | (1687.7)       |                | [ 16 ]            |                                      |
| 1981年（昭和56年） | 536,000        | (1468.5)       |                | [ 16 ]            |                                      |
| 1982年（昭和57年） | 504,000        | (1380.8)       |                | [ 16 ]            |                                      |
| 1983年（昭和58年） | 498,000        | (1360.7)       |                | [ 16 ]            |                                      |
| 1984年（昭和59年） | 501,000        | (1372.6)       |                | [ 16 ]            |                                      |
| 1985年（昭和60年） | 477,000        | (1306.8)       |                | [ 16 ]            |                                      |
| 1986年（昭和61年） | 488,000        | (1337.0)       |                | [ 16 ]            |                                      |
| 1987年（昭和62年） | 497,000        | (1357.9)       |                | [ 16 ]            |                                      |
| 1988年（昭和63年） | 506,000        | (1386.3)       |                | [ 16 ]            |                                      |
| 1989年（平成元年） | 540,000        | (1479.5)       |                | [ 16 ]            |                                      |
| 1990年（平成02年） | 554,000        | (1517.8)       |                | [ 16 ]            |                                      |
| 1991年（平成03年） | 562,000        | (1535.5)       |                | [ 16 ]            |                                      |
| 1992年（平成04年） | 610,000        | (1671.2)       |                | [ 16 ]            |                                      |
| 1993年（平成05年） | 614,000        | (1682.2)       |                | [ 16 ]            |                                      |
| 1994年（平成06年） | 603,000        | (1652.1)       |                | [ 16 ]            |                                      |
| 1995年（平成07年） | 589,000        | (1609.3)       |                | [ 16 ]            |                                      |
| 1996年（平成08年） | 568,000        | (1556.2)       |                | [ 16 ]            |                                      |
| 1998年（平成10年） | 558,000        | (1528.8)       |                | [ * 2 ]           |                                      |
| 1999年（平成11年） | 646,000        | (1765.0)       |                | [ * 2 ]           |                                      |
| 2000年（平成12年） | 683,000        | (1871.2)       |                | [ * 2 ]           |                                      |
| 2001年（平成13年） | 710,000        | (1945.2)       |                | [ * 2 ]           |                                      |
| 2002年（平成14年） | 695,000        | (1904.1)       |                | [ * 2 ]           |                                      |
| 2003年（平成15年） | 664,000        | (1814.2)       |                | [ * 3 ]           |                                      |
| 2004年（平成16年） | 629,000        | (1723.3)       |                | [ * 4 ]           |                                      |
| 2005年（平成17年） | 614,000        | (1682.2)       |                | [ * 5 ]           |                                      |
| 2006年（平成18年） | 630,000        | (1726.0)       |                | [ * 5 ]           |                                      |
| 2007年（平成19年） | 652,000        | (1781.4)       |                | [ * 5 ]           |                                      |
| 2008年（平成20年） | 647,000        | (1772.6)       |                | [ * 5 ]           |                                      |
| 2009年（平成21年） | 644,000        | (1764.4)       |                | [ * 5 ]           |                                      |
| 2010年（平成22年） | 645,000        | (1767.1)       |                | [ * 6 ]           |                                      |
| 2011年（平成23年） | 645,000        | (1762.3)       |                | [ * 6 ]           |                                      |
| 2012年（平成24年） | 635,000        | (1739.7)       |                | [ * 6 ]           |                                      |
| 2013年（平成25年） | 649,000        | (1778.1)       |                | [ * 7 ]           |                                      |
| 2014年（平成26年） | 649,000        | (1778.1)       |                | [ * 7 ]           |                                      |
| 2015年（平成27年） | 641,000        | (1751.4)       |                | [ * 7 ]           |                                      |
| 2016年（平成28年） | 658,000        | (1802.7)       |                | [ * 8 ]           |                                      |
| 2017年（平成29年） | 707,000        | (1937.0)       |                | [ * 8 ]           |                                      |
| 2018年（平成30年） | 740,000        | (2027.4)       |                | [ * 9 ]           |                                      |
| 2019年（令和元年） | 728,000        | (1989.1)       |                | [ * 10 ]          |                                      |
| 2020年（令和02年） | 456,000        | (1249.3)       |                | [ * 11 ]          |                                      |
| 2021年（令和03年） | 481,000        | (1317.8)       |                | [ * 1 ]           |                                      |
| 2022年（令和04年） | 579,000        | (1586.3)       |                | [ * 1 ]           |                                      |

## 駅周辺
メルヘン交差点まで徒歩約8分、龍徳寺まで徒歩約10分に位置している。
- 北海道龍谷学園 双葉中学校・双葉高等学校
- 小樽市立病院
- 北海道社会事業協会小樽病院（小樽協会病院）
- 小樽市夜間急病センター
- 住吉神社
- 南樽市場
- やわらぎ斎場小樽

## バス路線
- 「南小樽駅前」停留所
  - 北海道中央バス - 小樽市内線（おたもい営業所）
- 「住吉神社前」停留所
  - 北海道中央バス - 小樽市内線（おたもい営業所）、小樽市内線の一部、桂岡方面、札幌方面（真栄営業所）
  - ジェイ・アール北海道バス 小樽駅方面、札幌方面[18]

## 隣の駅
北海道旅客鉄道（JR北海道）
■函館本線

小樽駅 (S15) - 南小樽駅 (S14) - 小樽築港駅 (S13)

### かつて存在した路線
日本国有鉄道（国鉄）
手宮線（貨物線）
南小樽駅 - 色内仮乗降場 - （貨）手宮駅